# Philip Jansen
Philip Jansen, né en 1966 ou 1967, est un homme d'affaires britannique. Depuis avril 2013, il est le directeur général de WorldPay, l'un des leaders mondiaux des solutions de paiement.
Commençant sa carrière chez Procter & Gamble dans la division équipements sportifs, il devient directeur commercial et du marketing du groupe Dunlop Slazenger avant de prendre la direction de la division grand public du groupe de médias Telewest Communication PLC. Directeur général de MyTravel Group, il rejoint ensuite Sodexo, où il dirige les entités Grande-Bretagne et Irlande.
Rejoignant le groupe Worldpay en 2013, il en devient président-directeur général en 2015, année où le groupe est introduit en bourse, à la suite du refus de fusion avec Ingenico. Il touche alors 50 millions de livres sterling à la suite du succès de l'opération, qui est alors la plus grande introduction en bourse de l'année sur le marché de Londres.